# Julian Ryerson
Julian Ryerson (Lyngdal, 1997. november 17. –) norvég válogatott labdarúgó, a német Borussia Dortmund hátvédje.

## Pályafutása

### Klubcsapatokban
Ryerson a norvégiai Lyngdal városában született. Az ifjúsági pályafutását a helyi Lyngdal csapatában kezdte, majd 2013-ban a Viking akadémiájánál folytatta.
2015-ben mutatkozott be a Viking első osztályban szereplő felnőtt csapatában. 2018. július 31-én a német másodosztályban érdekelt Union Berlin szerződtette. Először a 2018. augusztus 26-ai, St. Pauli ellen 4–1-re megnyert mérkőzés 90. percében, Simon Hedlund cseréjeként lépett pályára. A 2018–19-es szezonban feljutottak a Bundesligába. Első gólját 2021. október 30-án, a Bayern München ellen hazai pályán 5–2-re elvesztett találkozón szerezte meg. 2023. január 17-én a Borussia Dortmund 2026 nyaráig szerződtette.

### A válogatottban
Ryerson az U18-as, az U19-es és az U21-es korosztályú válogatottakban is képviselte Norvégiát.
2020-ban debütált a felnőtt válogatottban. Először a 2020. november 18-ai, Ausztria ellen 1–1-es döntetlennel zárult Nemzetek Ligája mérkőzésen lépett pályára.

## Statisztikák
2023. május 27. szerint
| Klub              | Szezon   | Osztály       | Bajnokság | Bajnokság | Kupa  | Kupa | Nemzetközi | Nemzetközi | Összesen | Összesen |
| Klub              | Szezon   | Osztály       | Meccs     | Gól       | Meccs | Gól  | Meccs      | Gól        | Meccs    | Gól      |
| ----------------- | -------- | ------------- | --------- | --------- | ----- | ---- | ---------- | ---------- | -------- | -------- |
| Viking            | 2015     | Tippeligaen   | 2         | 0         | 0     | 0    | —          | —          | 2        | 0        |
| Viking            | 2016     | Tippeligaen   | 18        | 1         | 0     | 0    | —          | —          | 18       | 1        |
| Viking            | 2017     | Eliteserien   | 28        | 3         | 0     | 0    | —          | —          | 28       | 3        |
| Viking            | 2018     | OBOS-ligaen   | 15        | 3         | 1     | 0    | —          | —          | 16       | 3        |
| Viking            | Összesen | Összesen      | 63        | 7         | 1     | 0    | 0          | 0          | 64       | 7        |
| Union Berlin      | 2018–19  | 2. Bundesliga | 9         | 0         | 0     | 0    | —          | —          | 9        | 0        |
| Union Berlin      | 2019–20  | Bundesliga    | 14        | 0         | 3     | 0    | —          | —          | 17       | 0        |
| Union Berlin      | 2020–21  | Bundesliga    | 24        | 0         | 2     | 0    | —          | —          | 26       | 0        |
| Union Berlin      | 2021–22  | Bundesliga    | 28        | 2         | 3     | 0    | 5          | 1          | 36       | 3        |
| Union Berlin      | 2022–23  | Bundesliga    | 13        | 0         | 2     | 0    | 6          | 0          | 21       | 0        |
| Union Berlin      | Összesen | Összesen      | 88        | 2         | 10    | 0    | 11         | 1          | 109      | 3        |
| Borussia Dortmund | 2022–23  | Bundesliga    | 17        | 1         | 2     | 0    | 1          | 0          | 20       | 1        |
| Összesen          | Összesen | Összesen      | 169       | 10        | 13    | 0    | 12         | 1          | 194      | 11       |

### A válogatottban
| Válogatott | Év       | Pályára lépés | Gól |
| ---------- | -------- | ------------- | --- |
| Norvégia   | 2020     | 1             | 0   |
| Norvégia   | 2021     | 6             | 0   |
| Norvégia   | 2022     | 8             | 0   |
| Norvégia   | 2023     | 4             | 0   |
| Összesen   | Összesen | 19            | 0   |

## Sikerei, díjai
Union Berlin
- 2. Bundesliga
  - Feljutó (1): 2018–19